# Język roma
Język roma (a. romang) – język austronezyjski używany w prowincji Moluki w Indonezji, na wyspie Romang (Roma). Według danych z 1991 roku posługuje się nim 1700 osób. Rodzime określenie tego języka to Mnyala Riomana.
Jego użytkownicy zamieszkują pojedynczą miejscowość Jerusu. W dwóch pozostałych wsiach (Hila i Solath) lokalnym językiem jest kisar. Znany jest również język indonezyjski.
Pewni rodzimi użytkownicy tego języka zamieszkują też wyspę Ambon, a inni są rozproszeni na obszarze południowo-zachodnich Moluków.
Nie wykształcił piśmiennictwa.